# زينب وهبي
زينب وهبي
ممثلة مصرية شهيرة شاركت محمد صبحي وعادل إمام في كثير من أعمالهم التلفزيونية والمسرحية.

## تمثيل

### أفلام
| - 365 يوم سعادة:2011 - حسن ومرقص:2008 - السفارة في العمارة:2005-داده ام عطيات - العشق والدم:2002 - إشارة مرور:1996-زوجة فؤاد - السيد كاف:1994-نعمة | - الرايا حمرا:1994-بنت الليل - المتهمون:1992 - امرأة آيلة للسقوط:1992-فردوس \مرشدة للبوليس بزي سجينة - سوبر ماركت:1990-محاسن - شقيقة منى - إغتيال مدرسة:1988 - نهر الخوف:1988-نعيمة | - غابة من الرجال:1987-كاميليا - زوجة ممدوح - لعدم كفاية الأدلة:1987-سوسو - الاختلاط ممنوع:1986 - دخان بلا نار:1986 - العاشقان |

### مسلسلات
| - النمر - كابتن أنوش( ج1، 2):2017-أم نعمة - عيون القلب:2015 - نهار خارجي:2015-أم شادي - العهد (الكلام المباح):2015-أم أنيسة - تفاحة آدم:2014 - الزوجة الثانية:2013 - عايزة أتجوز:2010-عمة علا - ضيف شرف - أيام الحب والشقاوة:2010 - حضرة الضابط أخي:2009 - العيادة( ج1):2008 - عاليها واطيها:2008 - أنا وهؤلاء:2005-عناقيد | - الجبال حين تنهار:2002 - بنات أفكاري:2001 - حارة برجوان:1999 - حكاية جواز عرندس:1998 - حب تحت الحراسة:1998 - أحلام وردية:1998 - الخط الساخن:1997 - يوميات ونيس (ج1-6):1994-1998، 2009-حريصة - عروس البحر:1993-كريمة - هنادي:1993 - حضرات السادة الكدابين:1990 - أحلام اليقظة:1987 | - لا إله إلا الله (ج2) :1986 - حكايات هو و هي:1985 - رسول الإنسانية:1985 - إمرأة مختلفة:1984 - أحلى من جدول الضرب:1983 - عادات وتقاليد:1972 - أشياء لا ننساها:1972 - ملك اليانصيب:1972-زوبة - الطوفان - يوميات مصري - الغربة - الخروج من الدائرة |

| - الأم الشجاعة:2016 - سيدة الفجر:2009 - ماما أمريكا:1998-أبنة عم عايش - وجهة نظر:1989-محاسن - لعبة الحب | - حكاية عمتي - سارق أفكاري | - عودة أخطر رجل في العالم 1972 نيجاتيف - شيء في صدري 1971 نيجاتيف | - العذراء والعقرب 1990 ماكيير - العميل رقم 13 1989 |